# Koncert YUTEL pro mír
Koncert YUTEL pro mír (srbochorvatsky Концерт YUTEL за мир/Koncert YUTEL za mir) se uskutečnil dne 28. července 1991 v hale Zetra v Sarajevu. Protiválečný koncert v Sarajevu, kam válka přišla až v dubnu 1992, pořádala sarajevská televizní stanice YUTEL. 
Na koncertu vystoupilo několik hvězd tehdejší jugoslávské hudební scény, jako např. Rade Šerbedžija, Bajaga i Instruktori, Crvena Jabuka, Goran Bregović, Haris Džinović, Ekaterina Velika, Dino Merlin, Indexi, Regina, Nele Karaljić, Plavi orkestar a další. Hudebníci vyjádřili během koncertu svůj protest nad eskalující se situací v Chorvatsku a hrozící válkou. Většina umělců byla sice původem ze Sarajeva, ale někteří byli z Bělehradu. 
Koncert se měl uskutečnit na otevřeném prostranství před budovou hotelu Holiday Inn, nicméně vzhledem k špatnému počasí byl velmi rychle přemístěn do haly Zetra. Uvnitř haly však mohlo být pouze 30 000 návštěvníků; zbylých 50 tisíc se dovnitř nevešlo a tak museli čekat venku. Koncert vysílala i televize; kromě YUTELu i Rádiotelevize Skopje. Čtyři další republikové televizní stanice (především v Srbsku a Chorvatsku, které byly do války zapojené) jej odmítlo odvysílat. 